# جيم رولاند
جيم رولاند (بالإنجليزية: Jim Roland)‏ هو لاعب كرة قاعدة أمريكي، ولد في 14 ديسمبر 1942 في فرانكلن في الولايات المتحدة، وتوفي في 6 مارس 2010 في شيلبي في الولايات المتحدة بسبب سرطان.

## وصلات خارجية
- جيم رولاند على موقعبيزبول رفرنس.كوم (الدوري الرئيسي) (الإنجليزية)
- جيم رولاند على موقعبيزبول رفرنس.كوم (الدوري الثانوي) (الإنجليزية)